# Creeds
Creeds (* 30. Mai 1992; eigentlich Willy Cardiak) ist ein französischer Techno-DJ.

## Leben
Creeds lernte in seiner Jugend Klavier, was auch heute noch Basis seiner Musik ist. Er begann anschließend sich für elektronische Tanzmusik zu interessieren und entwickelte seinen eigenen Stil, der aus Reverse Bass, Frenchcore und Trance besteht. Er hatte diverse DJ-Sets in Brasilien und Frankreich. Häufiger Gast ist er im Warehouse in Nantes.
Seine Musik veröffentlicht er über eine Reihe französischer Hardcore- und Hardstyle-Labels. Er gehört außerdem dem Zusammenschluss Unit mit JKLL an.
International bekannt wurde er mit dem Track Push Up, der Chartplatzierungen in Deutschland, Österreich, der Schweiz, Belgien und den Niederlanden erreichte.

## Diskografie

### EPs
- 2019: The Lesson (Psyfrance/Undergroundtekno)
- 2021: Dopamine (Hardstyle France/Undergroundtekno)
- 2021: I Am Frencore 97
- 2022: Push Up EP (Rave Alert Records)

### Singles
- 2016: Super Dolphin
- 2018: Too Many Gods (mit Pharmacy Kids Story)
- 2019: The Scream (mit Billx)
- 2019: Shamao (mit Elzeden)
- 2019: Invasion
- 2020: Arcade (mit Elzeden)
- 2020: Les Chroniques du Caisson
- 2020: Acid Pipo (Nik la bak)
- 2020: Lick My Trance (Psytrance to Gabber)
- 2020: Royal Kick
- 2020: Sa petite musique
- 2020: Ghetto Bounce
- 2020: It Sounds Right (mit James Cock)
- 2020: Ludwig van Beatoven
- 2020: Le peuple uni
- 2020: My Ghost
- 2021: Weird Light
- 2021: Bad Boyz
- 2021: Piggy Kicks (mit LiquidFlux)
- 2021: The Jungle
- 2021: Making Kicks (mit Aksys)
- 2021: Spaceship
- 2021: Sweat (mit Protokseed)
- 2021: Iluminan (mit  Helen Ka)
- 2021: Enjoy! (mit Lethyx Nekuia)
- 2021: Hands Up (mit Mighty Spiritz)
- 2021: Trash Code
- 2021: Pretty Violence
- 2022: Caliente
- 2022: Own Methods (mit Neika)
- 2022: Petite fleur
- 2022: Like a Dream
- 2022: Oh Yeah (mit JKLL)
- 2022: Synergy
- 2022: Cyberdrum
- 2022: Work That
- 2022: Foutue Babylone (mit JKLL)
- 2023: Beautiful Body (mit Vortek’s und Neika)
- 2023: Get Ready (mit JKLL)
- 2023: Mind Overdrive (mit Axyom)

## Auszeichnungen für Musikverkäufe
| Silberne Schallplatte - Vereinigtes Königreich - 2024: für die Single Push Up Goldene Schallplatte - Dänemark - 2024: für die Single Push Up | Platin-Schallplatte - Italien - 2024: für die Single Push Up - Spanien - 2024: für die Single Push Up 2× Platin-Schallplatte - Polen - 2024: für die Single Push Up 4× Platin-Schallplatte - Ungarn - 2024: für die Single Push Up |

Anmerkung: Auszeichnungen in Ländern aus den Charttabellen bzw. Chartboxen sind in ebendiesen zu finden.
| Land/RegionAuszeichnungen für Musikverkäufe (Land/Region, Auszeichnungen, Verkäufe, Quellen) | Silber  | Gold  | Platin       | Verkäufe | Quellen             |
| -------------------------------------------------------------------------------------------- | ------- | ----- | ------------ | -------- | ------------------- |
| Dänemark (IFPI)                                                                              | —       | Gold1 | —            | 45.000   | ifpi.dk             |
| Deutschland (BVMI)                                                                           | —       | —     | Platin1      | 600.000  | musikindustrie.de   |
| Frankreich (SNEP)                                                                            | —       | —     | Platin1      | 200.000  | snepmusique.com     |
| Italien (FIMI)                                                                               | —       | —     | Platin1      | 100.000  | fimi.it             |
| Österreich (IFPI)                                                                            | —       | —     | 2× Platin2   | 60.000   | ifpi.at             |
| Polen (ZPAV)                                                                                 | —       | —     | 2× Platin2   | 100.000  | olis.pl             |
| Schweiz (IFPI)                                                                               | —       | —     | Platin1      | 20.000   | hitparade.ch        |
| Spanien (Promusicae)                                                                         | —       | —     | Platin1      | 60.000   | elportaldemusica.es |
| Ungarn (MAHASZ)                                                                              | —       | —     | 4× Platin4   | 16.000   | slagerlistak.hu     |
| Vereinigtes Königreich (BPI)                                                                 | Silber1 | —     | —            | 200.000  | bpi.co.uk           |
| Insgesamt                                                                                    | Silber1 | Gold1 | 13× Platin13 |          |                     |